# Părinți și copii (film din 1959)
Părinți și copii (titlul original: în rusă Отцы и дети, transliterat: Otțî i deti) este un film dramatic sovietic, realizat în 1959 de regizorii Adolf Bergunker și Natalia Rașevskaia, după romanul omonim din 1862 al scriitorului Ivan Turgheniev, protagoniști fiind actorii Viktor Abdiușko, Nikolai Sergheev, Izolda Izvițkaia și Alla Larionova.

## Distribuție
- Bazarovii:
  - Viktor Abdiușko – Evgheni
  - Nikolai Sergheev – Vasili Ivanovici
  - Ekaterina Aleksandrovskaia – Arina Vlasievna
- Kirsanovii:
  - Eduard Marțevici – Arkadi
  - Aleksei Konsovski – Nikolai Petrovici
  - Bruno Freindlich – Pavel Petrovici
- Izolda Izvițkaia – Fenecika
- Alla Larionova – Anna Sergheevna Odințova
- Valentina Bulanova – Ekaterina (Katia) Sergheevna Lokteva, sora Annei
- Vladimir Arsentiev – Prokofici
- Gheorghi Vițin – Sitnikov
- Serghei Golubev – Egor,țăran
- Anna Esipovici – mătușa Odințovoi
- Iuri Rodionov – Piotr
- Nina Drobîșeva – Duniașa, bona